# 百利商業中心

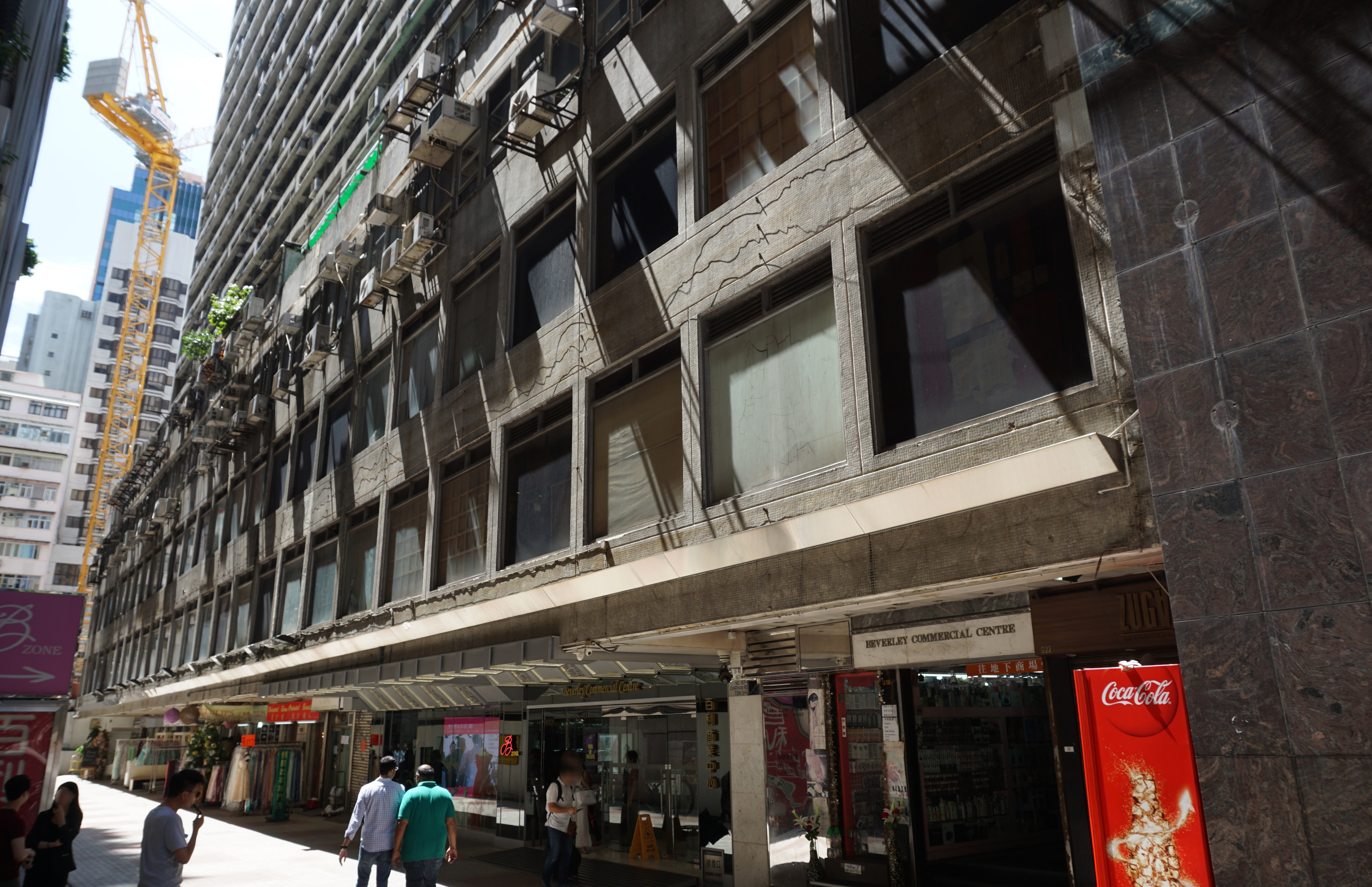
百利商場

百利商業中心（英語：Beverley Commercial Center），又名百利商場 （英語：Beverley Shopping Arcade），位於香港九龍尖沙咀漆咸道南87-105號，毗鄰港鐵尖沙咀站及尖東站。商場在1982年落成（43年前），建築面積7,934平方呎，樓高4層，是一個以婚禮服務為主題的購物中心。

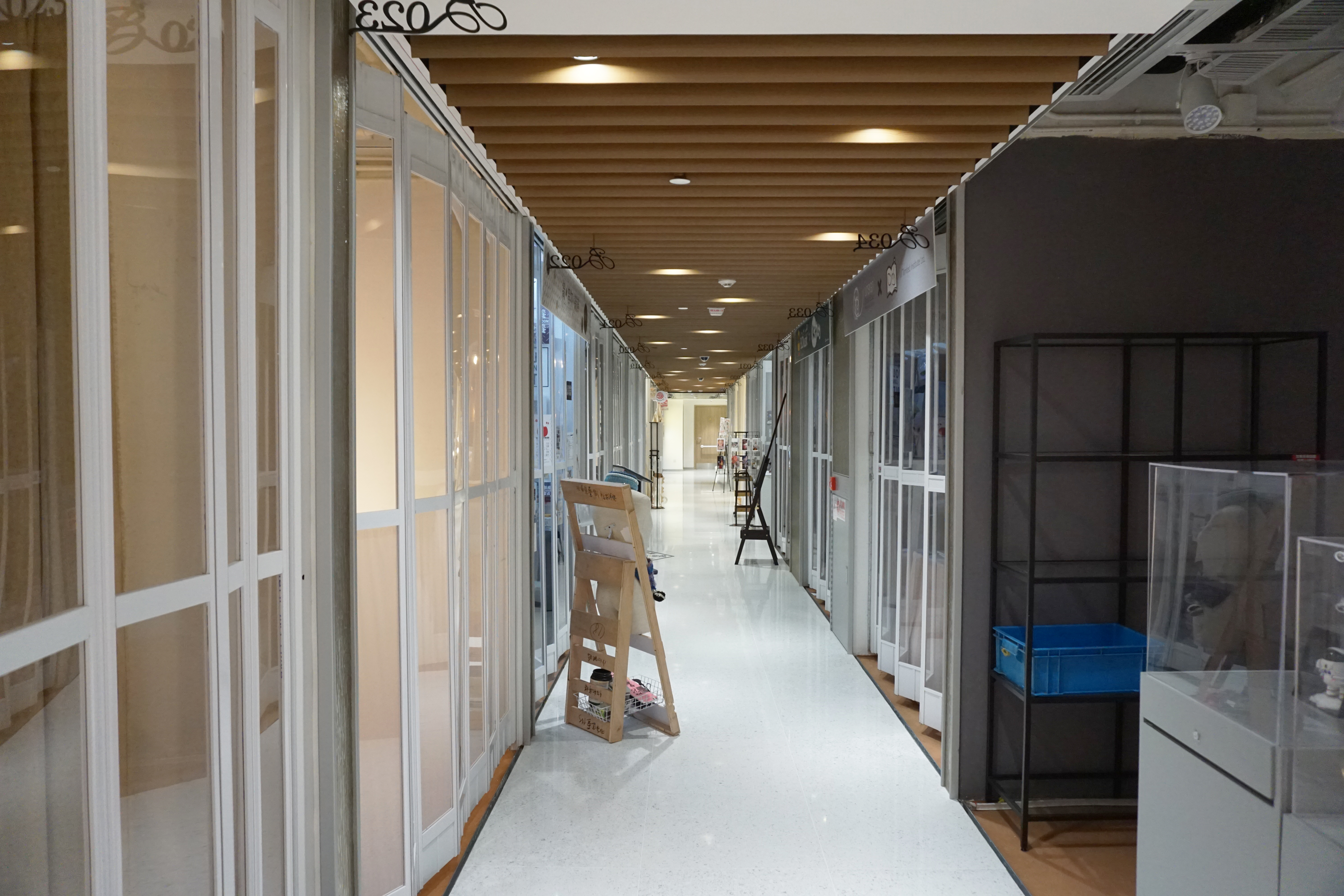
地庫
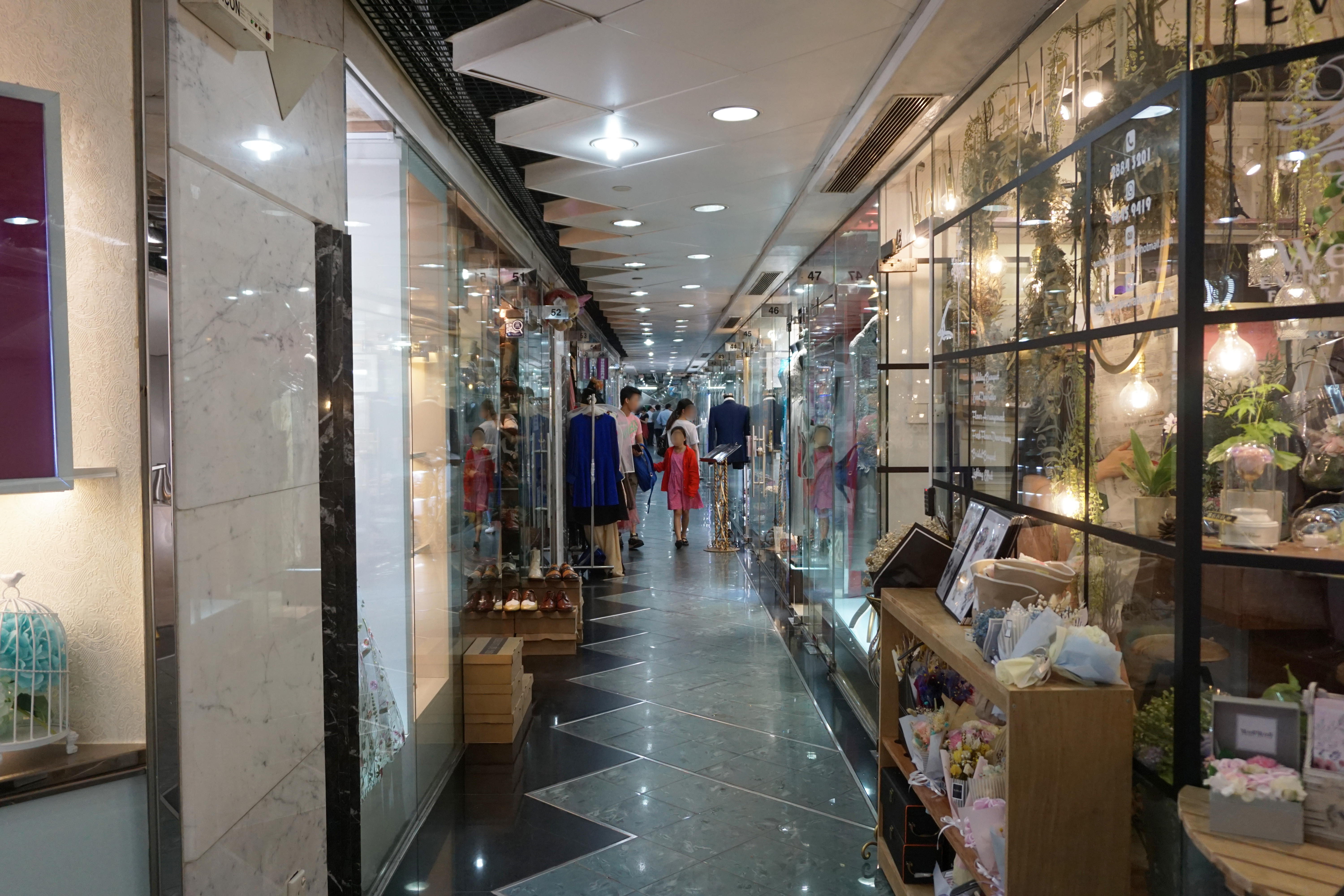
地下
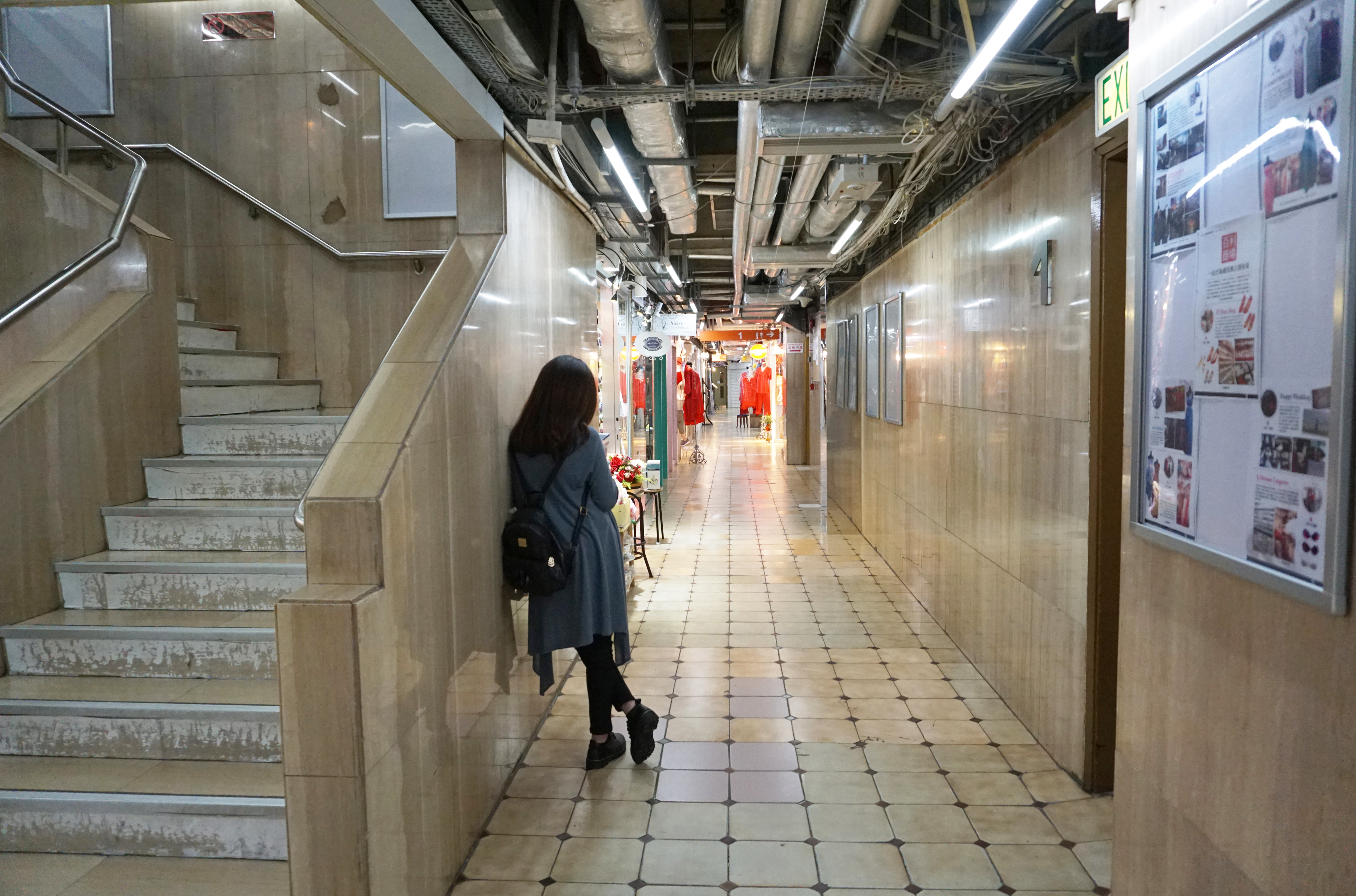
1樓
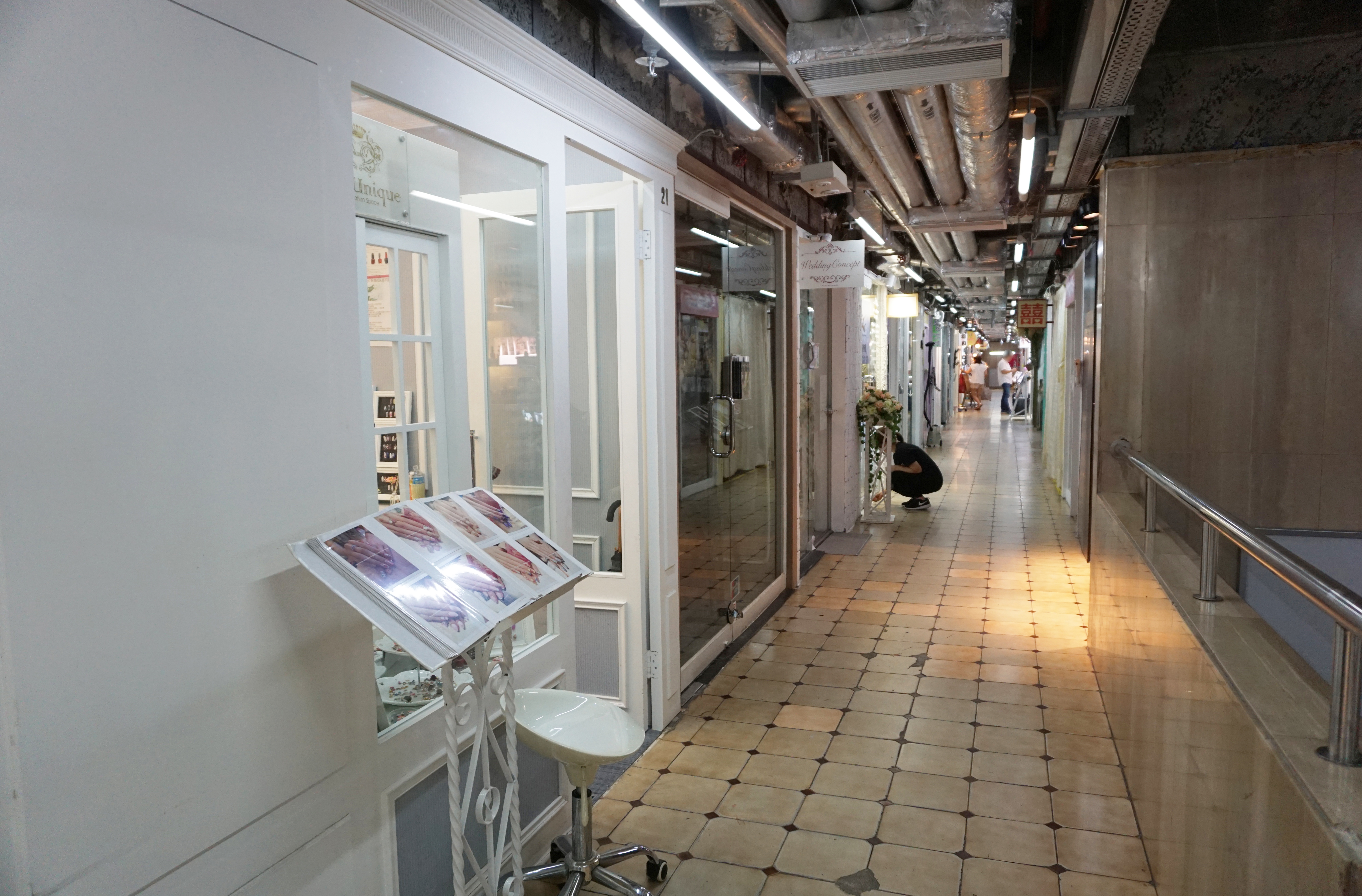
2樓

## 租戶
商場內有大約300間店舖，包括婚紗禮服租賃、轎車租賃、化妝服務、攝影錄影、各式花球裝飾、請帖訂製等。與愛都婚紗中心及金都商場為香港三大婚宴主題商場。厄立特里亞駐港名譽領事館亦位於此。